# Ophichthinae
Sous-famille
Les Ophichthinae sont une sous-famille de poissons téléostéens serpentiformes.

## Liste des tribus et genres
- genre Rhinophichthus McCosker, 1999
- tribu des Bascanichthyini
  - genre Allips McCosker, 1972
  - genre Bascanichthys Jordan et Davis, 1891
  - genre Caralophia Böhlke, 1955
  - genre Dalophis Rafinesque, 1810
  - genre Ethadophis Rosenblatt et McCosker, 1970
  - genre Gordiichthys Jordan et Davis, 1891
  - genre Leptenchelys Myers et Wade, 1941
  - genre Phaenomonas Myers et Wade, 1941
- tribu des Callechelyini
  - genre Aprognathodon Böhlke, 1967
  - genre Callechelys Kaup, 1856
  - genre Letharchus Goode et Bean, 1882
  - genre Leuropharus Rosenblatt et McCosker, 1970
  - genre Paraletharchus McCosker, 1974
  - genre Xestochilus McCosker, 1998
- tribu des Ophichthini
  - genre Aplatophis Böhlke, 1956
  - genre Brachysomophis Kaup, 1856
  - genre Echelus Rafinesque, 1810
  - genre Echiophis Kaup, 1856
  - genre Elapsopis Kaup, 1856
  - genre Evips McCosker, 1972
  - genre Herpetoichthys Kaup, 1856
  - genre Hyphalophis McCosker et Böhlke, 1982
  - genre Kertomichthys McCosker et Böhlke, 1982
  - genre Leiuranus Bleeker, 1853
  - genre Lethogoleos McCosker et Böhlke, 1982
  - genre Malvoliophis Whitley, 1934
  - genre Myrichthys Girard, 1859
  - genre Mystriophis Kaup, 1856
  - genre Ophichthus Ahl, 1789
  - genre Ophisurus Lacepède, 1800
  - genre Phyllophichthus Gosline, 1951
  - genre Pisodonophis Kaup, 1856
  - genre Quassiremus Jordan et Davis, 1891
  - genre Scytalichthys Jordan et Davis, 1891
  - genre Xyrias Jordan et Snyder, 1901
- tribu des Sphagebranchini
  - genre Apterichtus Duméril, 1806
  - genre Caecula Vahl, 1794
  - genre Cirrhimuraena Kaup, 1856
  - genre Cirricaecula Schultz in Schultz, Herald, Lachner, Welander et Woods, 1953
  - genre Hemerorhinus Weber et de Beaufort, 1916
  - genre Ichthyapus Brisout de Barneville, 1847
  - genre Lamnostoma Kaup, 1856
  - genre Stictorhinus Böhlke et McCosker, 1975
  - genre Yirrkala Whitley, 1940